# Rahim Jahani
Rahim Jahani (persisch رحيم جهانی; * ca. 1947; † 30. November 2014 in Sacramento, Kalifornien) war ein afghanischer Sänger. 
Er war der Ehemann von Salma Jahani, einer bekannten afghanischen Sängerin. Größere Bekanntheit erlangte er in den 1970er Jahren vor allem mit dem Titel Ishq e Man, der bereits von einigen afghanischen Sängern gesampelt wurde.